# 大乘胡同
39°55′10″N 116°21′47″E / 39.9193192°N 116.3629872°E
大乘胡同，是位于中國北京市西城区中部的一条胡同。

## 简介
大乘胡同为东西走向，过去东到锦什坊街，西到阜成门南顺城街，全长494米，平均宽5米。东段明朝称武衣库，亦称武艺库，因为胡同内设有武衣库而得名。西段清朝称大乘寺胡同，亦称大成寺胡同，因为胡同内有大乘寺而得名。1965年北京市整顿地名，将两段合并称为大乘胡同。大乘胡同71号院是大乘寺旧址。1990年代到2000年代，为了北京金融街的建设，大乘胡同西段和中段被拆除，原址先后兴建中国华融大厦、金融街中心、中国再保险大厦，大乘胡同仅剩下中国华融大厦以东段。全国政协礼堂南侧与停车场之间的道路也被并入大乘胡同。